# Beit Safafa

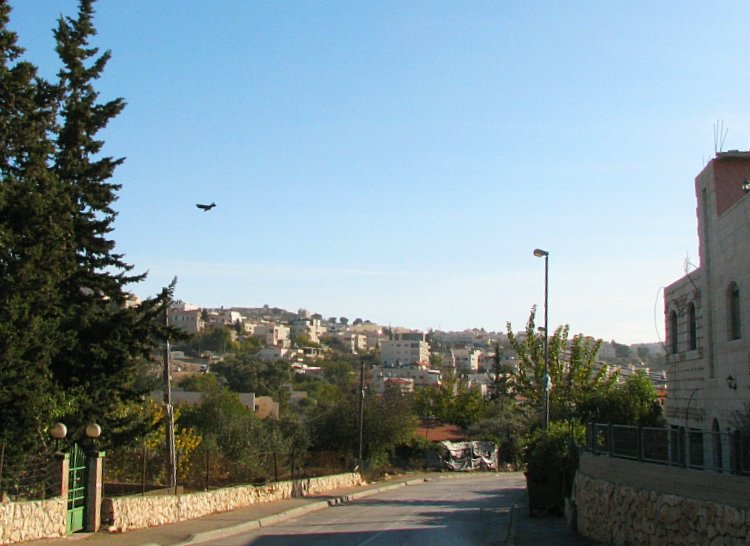
Beit Safafa

Beit Safafa (in arabo: بيت صفافا, in ebraico: בית צפאפא) è un quartiere arabo nella zona sud della città di Gerusalemme a metà strada tra Pat e Gilo alla periferia di Betlemme. Beit Safafa aveva una popolazione di 5.463 nel 2000 e si estende su una superficie di 1.577 dunum.
Nel 1956 Beit Safafa è apparso nei registri fiscali ottomani come essere nel Nahiyah di Quds della Liwāʾ di Quds. Aveva una popolazione di 41 famiglie musulmane e pagato le tasse sul grano, orzo, olive, uva o alberi da frutto e capre o alveari.
Sulla scia della guerra arabo-israeliana del 1948 il quartiere è stato diviso, una metà in terra di nessuno e l'altra metà nella Cisgiordania occupata dalla Giordania. Nel 1967 dopo la vittoria di Israele nella guerra dei sei giorni le due parti furono riunite.
Nel 1997 è stata fondata nel Beit Safafa la Hand in Hand School for Bilingual Education. La scuola, sostenuta dal Ministero dell'istruzione israeliano e dal comune di Gerusalemme, offre un programma scolastico bilingue in ebraico e arabo con classi comuni per bambini ebrei e arabi.